# Vejlen
Vejlen är en sjö i Danmark.   Den ligger i Region Nordjylland, i den norra delen av landet. Vejlen, som är en uppdämd flodarm, ligger  2 meter över havet. Sjön har bräckt vatten och utlopp i Limfjorden.
Vejlen är ett fågelskyddsområde och ingår i Natura 2000 området Nibe Bredning, Halkær Ådal og Sønderup Ådal.